# معهد الدراسات الدبلوماسية (مصر)
معهد الدراسات الدبلوماسية هو معهد حكومي دراسي مصري يتبع وزارة الخارجية أُنشئ في يونيو 1966 بقرار جمهوري بغرض توفير أحدث التدريبات العملية والتطبيقية لأعضاء السلك الدبلوماسي والقنصلي لتحقيق أعلى مستويات الكفاءة في العمل.

## الدارسون
يُقبل للدراسة والتدريب بالمعهد الفئات التالية:
- الملحقـون الدبلوماسيـون تحت الاختبار، الذين اجتازوا امتحان المسابقة التحريري، والقدرات، والشفهي، وصدر قرار بتعيينهم من وزير الخارجية.
- أعضاء السلك الدبلوماسي المصري من مختلف الدرجات، وتعقد لهم برامج خاصة متقدمة بصفة دورية، وبمناسبة نقلهم للخارج.
- أعضاء السلك الدبلوماسي والعاملون بالشئون الخارجية بالدول العربية والأفريقية، والدول الإسلامية الشقيقة، وعدد من الدول الصديقة بوسط آسيا، وشرق أوروبا، ومنطقة البلقان، فضلاً عن برامج خاصة للمختصين بالشرق الأوسط في دول مثل الصين وروسيا وكندا ومن الاتحاد الأوروبي.
- الملحقون الفنيون وزوجاتهم، والعاملون في المجالات العسكرية، والثقافية، والإعلام، والتعاون الدولي، والبحث العلمي، والعلاقات العامة، والهيئة العامة للاستعلامات، وغيرها .. الذين تعد لهم برامج خاصة.
- زوجات أعضاء السلك الدبلوماسي المصري اللاتي تنظم لهن دورات خاصة لتنمية قدراتهن بما يتفق وأهمية الدور الذي يقمن به.[1]

## البرنامج الدراسي والتدريبي
يحظى الملحقون الدبلوماسيون الجدد بالنصيب الأكبر من البرنامج الدراسي والتدريبي بالمعهد الذي يبدأ بعد التحاقهم للعمل بالوزارة، وذلك بهدف صقل قدراتهم العلمية والعملية حيث يتضمن البرنامج:
- الموضوعات الثقافية العامة
- الموضوعات السياسية
- الموضوعات الاقتصادية
- الموضوعات المتصلة بالقانون والتنظيم الدولي
- الموضوعات الإستراتيجية والأمنية
- المهارات الدبلوماسية
- اللغات الأجنبية
- الشئون المالية والإدارية

## المديرون
- سامح أبو العينين
- هبة المراسي